# Paroisse Saint Pierre Wagenia
 (février 2025).
Motif : Où sont les sources démontrant l'admissibilité selon les WP:CAA ?
- Archive Wikiwix
- Bing
- Cairn
- DuckDuckGo
- E. Universalis
- Gallica
- Google
- G. Books
- G. News
- G. Scholar
- Persée
- Qwant
- (zh) Baidu
- (ru) Yandex
- (wd) trouver des œuvres sur Wikidata

| 1. | Préciser le motif de la pose du bandeau. | Précisez le motif de la pose du bandeau en utilisant la syntaxe suivante : {{admissibilité à vérifier\|date=mars 2025\|motif=remplacez ce texte par le motif}}                                     |
| 2. | Informer les utilisateurs concernés.     | Pensez à avertir le créateur de l'article, par exemple, en insérant le code ci-dessous sur sa page de discussion : {{subst:avertissement admissibilité à vérifier\|Paroisse Saint Pierre Wagenia}} |

La Paroisse Saint Pierre Wagenia, située à Kisangani, en République démocratique du Congo, fut fondée en 1957.

## Historique
La Paroisse Saint Pierre Wagenia, située à Kisangani, en République démocratique du Congo, a été fondée en 1957. Elle a célébré son 63ᵉ anniversaire en 2020.
Au fil des décennies, cette paroisse a joué un rôle central dans la vie spirituelle et communautaire de la région. Elle a été le lieu de nombreuses célébrations religieuses, y compris des ordinations sacerdotales. Par exemple, en 1995, les abbés Dieu Merci Asimbo, Richard Mokuba et Adalbert Mwehu y ont été ordonnés prêtres par le feu cardinal Laurent Monsengwo Pasinya. En 2021, ces mêmes prêtres ont célébré leur jubilé d’argent, marquant 26 ans de service sacerdotal, lors d’une messe organisée à la paroisse Saint Pierre.
En 2018, la paroisse a été le point de départ d’une marche pacifique organisée par des fidèles catholiques pour exprimer leurs préoccupations sociopolitiques. Malheureusement, cette manifestation a été dispersée par les forces de l’ordre.

## Activités pastorales
La Paroisse Saint Pierre Wagenia à Kisangani est un centre actif de la vie spirituelle et communautaire locale. Elle organise régulièrement des activités pastorales visant à renforcer la foi et la cohésion sociale parmi ses fidèles. Parmi ces activités :
- Célébrations liturgiques : Des messes quotidiennes et dominicales sont célébrées.
- Journées diocésaines des jeunes
- Soutien aux jeunes diplômés : La paroisse félicite et encourage les jeunes catholiques ayant réussi leurs examens, soulignant l’importance de l’éducation et de la persévérance[3].

## Engagement communautaire
Elle a accueilli des événements tels que des échanges entre la MONUSCO et la jeunesse de Kisangani, visant à renforcer la compréhension et la collaboration entre les différentes parties prenantes de la région.

## Engagement sociale
La Paroisse Saint Pierre Wagenia de Kisangani est reconnue pour son engagement social actif au sein de la communauté locale. Elle organise régulièrement des activités visant à renforcer la cohésion sociale et à soutenir les fidèles dans divers aspects de leur vie quotidienne.
De plus, la paroisse félicite et encourage les jeunes diplômés, soulignant l’importance de l’éducation et de la persévérance. Elle organise également des activités récréatives, telles que des randonnées en pirogue sur le fleuve Congo, pour renforcer les liens communautaires et célébrer des occasions spéciales.

## Adresse et contacts
La Paroisse Saint Esprit  est située vers les chuttes Wagenia dans la commune Kisangani à Kisangani, en République Démocratique du Congo.
Les messes dominicales sont célébrées à 7h et 9h